# Brest (Bjelorusija)
Brest (bjeloruski: Брэст, Brėst; tradicijski bjeloruski Берасце, Bierascie; poljski: Brześć, ranije Brześć nad Bugiem, Brest na Bugu, i Brześć Litewski, »Litavski Brest«) je grad u zapadnoj Bjelorusiji na granici s Poljskom, upravno je središte Brestske oblasti. Godine 2024. grad je imao 344 470 stanovnika.

## Ime
Litvansko ime je Brestas, nekad Lietuvos Brasta. Rusko je ime Брест (Brest), nekad i u oblicima Бере́стье, Бе́ресть, Бре́ст-Лито́вск. Na jidišu se zove בריסק/Brisk. Ukrajinsko je ime Бе́рестя i Бе́ресть. U hrvatskim starim tekstovima nalazimo ga pod imenom Brest-Litovsk. Od 1921. bjelorusko mu je ime bilo Берасьце-над-Бугам (Brest na Bugu).

## Zemljopis
Grad se nalazi se na ušću rijeke Muhavec u Bug blizu poljskog grada Terespola. Brest se nalazi na međunarodnom putu E30 koji spaja Berlin i Moskvu. Tijekom sovjetskog razdoblja bio je glavni granični prijelaz. Danas služi kao tranzitni grad na putu između Europske unije i Zajednice Nezavisnih Država.
U Brestu se nalazi i važan željeznički centar jer je on posljednja točka do koje doseže široki ruski kolosijek.

## Povijest
Grad su osnovali Slaveni. Kao grad, Brest (Berestye) u Kijevskoj Rusi prvi se put spominje u ruskim dokumentima iz 1019. godine. Nekoliko su ga puta osvajale Poljska i Litva, opustošili su ga Mongoli 1241. godine, a nije bio obnovljen sve do 1275. godine. U 16. stoljeću grad je preimenovan u Brest-Litovsk, nakon što je postao dio Poljsko-Litavske unije. Godine 1918. u ovom gradu je potpisan čuveni Brest-Litovski mir između tadašnje Rusije i Centralnih sila. Poznata je Tvrđava u Brestu iz 19. stoljeća, koja je postala čuvena po borbama u Prvom i Drugom svjetskom ratu.

## Stanovništvo
Godine 2008. u gradu je živjelo 312 950 stanovnika, dok je prosječna gustoća naseljenosti 3966 stan./km2.
Po nacionalnosti gradsko stanovništvo čine Bjelorusi 75 %, Rusi 17 % i Ukrajinci 6 %, Poljaci 1,3 % i Židovi 0,15 % .

## Poznate osobe
- Menachem Begin, vođa Irguna, političar i dobitnik Nobelove nagrade za mir 1978. Također je bio 6. premijer Izraela.
- Olga Jančevecka, jugoslavenska šansoneta ruskih korijena

## Gradovi prijatelji
- Orel, Nižnji Tagil, Astrahan, Kovrov, Tjumenj, Petrozavodsk, Petrograd, Rusija
- Luck, Ivano-Frankivsk,Odesa, Ukrajina
- Lublin, Biała Podlaska, Siedlce, Terespol Poljska
- Pleven, Bugarska
- Botoşani, Rumunjska
- Coevorden, Nizozemska
- Xiaogan, Kina
- Port-sur-Saône, Francuska
- Weingarten, Ravensburg, Baienfurt, Baindt, Berg), Njemačka[3]

## Šport
- FK Dinamo Brest

## Vanjske poveznice
- Službena stranica grada

### Sestrinski projekti
|  | Zajednički poslužitelj ima još gradiva o temi Brest (Bjelorusija) |